# Atractus limitaneus
Atractus limitaneus е вид змия от семейство Смокообразни (Colubridae). Видът не е застрашен от изчезване.

## Разпространение
Разпространен е в Колумбия.